# Павло (архієпископ Константинопольський)
Павло I або Павло Константинопольський (грец. Αρχιεπίσκοπος Παύλος, ? — 350) — архієпископ Константинопольський в 337–350 роках, відомий також як Сповідник Павло, святий.
Павло жив у IV ст. і походив з міста Солуня (Салоніки), що у грецькій частині Македонії. Був писарем константинопольського архієпископа Олександра, а потім дияконом. Після смерті Олександра, диякон Павло був висвячений на єпископа і став його наступником.
За намовою аріан, імператор Констанцій II усунув Павла з патріаршого престолу і засудив на вигнання, а його місце посів аріанський єпископ Євсевій з Нікомедії.
Патріарх Павло втік до Риму, де зустрівся зі св. Афанасієм Александрійським, який також перебував у вигнанні через аріан. Коли Юлій I довідався про Павла й Афанасія, то скликав 341 року Синод, який виправдав обох єпископів і наказав повернути їм престоли. Після смерті Євсевія Павло знову посів архієпископський престол, але аріани ще двічі проганяли патріарха на заслання. Під час останнього вигнання він був у Месопотамії, Сирії, а також у Вірменії, де аріани шість діб морили його голодом, а потім задушили 351 року.
Вшановується святим православними і греко-католиками. День вшанування — 19 листопада.